# سیارک ۱۱۵۲۵۴
سیارک ۱۱۵۲۵۴ (به انگلیسی: 115254 Fenyi، نامگذاری:2003SF158)۱۱۵۲۵۴مین سیارک کشف شده‌است که در ۲۲ سپتامبر ۲۰۰۳ کشف شد.